# Roitelet de Taïwan
Regulus goodfellowi
Espèce
Statut de conservation UICN

 LC  : Préoccupation mineure
Le Roitelet de Taïwan (Regulus goodfellowi Ogilvie-Grant, 1906) est une espèce de passereau appartenant à la famille des Regulidae.